# سانحه (فیلم)
سانحه (Incident) یک فیلم نوآر آمریکایی محصول ۱۹۴۸ به کارگردانی ویلیام بودین با بازی وارن داگلاس، جین فریزی و رابرت اوسترلو است.
در این فیلم، مردی را با یک هوسباز اشتباه می‌گیرند و مورد ضرب و شتم قرار می‌دهند و او را به شبکه‌ای از خشونت و خطر می‌کشاند.

## بازیگران
- وارن داگلاس در نقش جو داونی
- جین فریزی در نقش ماریون رابرتز
- رابرت اوسترلو در نقش جیمز «اسلتز» اسلاتری
- جویس کامپتون در نقش جوآن
- آنتونی کاروسو در نقش نیلز
- هری لاوتر در نقش بیل
- ادی دان در نقش ستوان مادیگان
- مایر گریس در نقش ناکلز مورگان
- هری چشایر در نقش هارتلی
- لین میلان در نقش سالی اوبراین
- رابرت امت کین در نقش رینسل
- پیر واتکین در نقش سی دبلیو اسلون